# Verónica Lope Fontagne
Verónica Lope Fontagné, née le 1er février 1952 à Caudéran (Gironde, France), est une femme politique espagnole membre du Parti populaire (PP).